# Megtehetek bármit
A Megtehetek bármit (eredeti cím: Absolutely Anything) 2015-ben bemutatott brit sci-fi filmvígjáték Terry Jones rendezésében.

## Cselekmény
Neil Clarke egy átlagos tanár, akivel az életben nem sok jó történik. Az igazgató utálja, minden próbálkozása balul sül el és a szomszéd nőt sem sikerül randira hívnia. Eközben három űrlény, miután megtalálták a világűrben a Pioneer-táblát, azon gondolkodik, hogy vajon elpusztítsák-e a Földet a primitív emberiséggel együtt. A döntés meghozatala előtt még egy utolsó tesztet kell elvégezniük a szabályok miatt: egy véletlenszerűen kiválasztott földlakó korlátlan hatalmat kap, hogy bebizonyítsa: tudja azt, hogy mi a különbség a jó és a rossz között, különleges képességét bölcsen és megfontoltan használja fel.
A szerencsés (?) kiválasztott Neil lesz, akinek ezután csak egy szavába telik, hogy elpusztítson egy egész osztályt vagy kérjen egy üveg whiskyt. Ám az élete nem lesz egyszerű, ugyanis a varázsereje minden kívánságát szó szerint teljesíti, rengeteg váratlan és kellemetlen helyzetet teremtve maga körül.
Új képességét saját élete rendbetételére próbálja használni, ám egyre nagyobb katasztrófákat okoz maga körül. Felismerve önzőségét, a világ globális problémáit akarja megoldani, ám ezzel is kudarcot vall. Végül úgy dönt, öngyilkos lesz, ám még ez sem sikerül neki. Szuperképességét az ekkorra már okos és beszélni is tudó Dennis nevű kutyájának adományozza. Eközben az űrlények úgy ítélik meg, hogy az emberiség túl primitív és veszélyes, ezért a bolygójukat el kell pusztítani. Dennis azonban egyetlen kívánságával az űrlényeket pusztítja el, a Föld pedig megmenekül.
Neil, immár szupererő nélkül, randira hívja a szomszéd lányt, aki örömmel mond igent a meghívásra.

## Szereplők
| Színész         | Szerep                      | Magyar hang        |
| --------------- | --------------------------- | ------------------ |
| Simon Pegg      | Neil Clarke                 | Bozsó Péter        |
| Kate Beckinsale | Catherine West              | Kisfalvi Krisztina |
| Sanjeev Bhaskar | Ray                         | Vida Péter         |
| Rob Riggle      | Grant Kotchev ezredes       | Kardos Róbert      |
| Robert Bathurst | James Cleverill             | Jakab Csaba        |
| Eddie Izzard    | Mr. Robinson iskolaigazgató | Holl Nándor        |
| Joanna Lumley   | Fenella                     | Menszátor Magdolna |
| Marianne Oldham | Rosie                       | Ruttkay Laura      |
| Emma Pierson    | Miss Pringle                | Sipos Eszter Anna  |
| Meera Syal      | Fiona Blackwell             | Andresz Kati       |
| Mojo, a kutya   | Dennis, a kutya             | –                  |

### Csak hangok
| Színész        | Szerep            | Magyar hang      |
| -------------- | ----------------- | ---------------- |
| John Cleese    | űrlény parancsnok | Szersén Gyula    |
| Terry Gilliam  | gonosz űrlény     | Forgács Gábor    |
| Eric Idle      | Pedáns Gat        | Csuha Lajos      |
| Terry Jones    | tudós űrlény      | Barbinek Péter   |
| Michael Palin  | kedves űrlény     | Tahi Tóth László |
| Robin Williams | Dennis, a kutya   | Mikó István      |